# Јакубова Воља
Јакубова Воља (слч. Jakubova Voľa) насељено је мјесто са административним статусом сеоске општине (слч. obec) у округу Сабинов, у Прешовском крају, Словачка Република.

## Становништво
| Година:    | 1994. | 2004.   | 2014.   | 2024.   |
| ---------- | ----- | ------- | ------- | ------- |
| Број људи: | 407   | 394     | 420     | 397     |
| Разлика:   |       | -3,19 % | +6,59 % | -5,47 % |

| Година:    | 2023. | 2024.   |
| ---------- | ----- | ------- |
| Број људи: | 393   | 397     |
| Разлика:   |       | +1,01 % |

Према подацима о броју становника из 2011. године насеље је имало 412 становника.